# 南河原 (川崎市)
南河原（みなみかわら、みなみがわら）は、神奈川県川崎市にかつて存在した大字。旧橘樹郡南河原村、橘樹郡御幸村南河原。
耕地整理によりいくつかの町が分立した後、1964年（昭和39年）に残部を包含する形で駅前本町が設置され、南河原は消滅した。

## 地理
のちに設置された幸区の南端に位置し、南東端を東海道本線が通過している。多摩川の氾濫原に位置し、字域の外縁部は自然堤防の微高地、その他は低湿地となっていた。

### 小字
南河原には、以下のような小字が存在した。十干が付されているが、丙と己は不明である。
甲居村耕地
都町・南幸町の各一部となっている。
乙居村耕地
幸町・中幸町・神明町・河原町の各一部となっている。
丁居村耕地
幸町・中幸町の各一部となっている。
戊大宮耕地
大宮町の町名の由来となっており、大部分が同町となっているほか、一部は中幸町・柳町となっている。
庚大宮耕地
南幸町の一部となっている。
辛荻場耕地
南幸町・柳町の各一部となっている。
壬荻場耕地
南幸町の一部となっている。
癸居村耕地
南幸町の一部となっている。

## 歴史
当地の中世以前の歴史は明らかとなっていない。

### 江戸時代
江戸時代を通じて当地は天領であった。村高は、正保年間の『武蔵田園簿』で478石8斗あまり（それとは別に堤外見取場がある）、『元禄郷帳』では644石5斗あまり、『天保郷帳』や幕末の『旧高旧領取調帳』では649石あまりとなっていた。『新編武蔵風土記稿』では、民家90軒。用水としては、二ヶ領用水から分流した南河原用水を用いていた。賦役として、1694年（元禄7年）以降に川崎宿の定助郷を務めたほか、幕末には御用金の取り立ても行われた。
多摩川の屈曲部に位置して水の衝撃が大きいため、田中丘隅（休愚）により強固な堤防が築かれていたほか、当地の女躰神社も、洪水を鎮めるために命を賭した女性の霊を祀ったという由緒がある。

### 明治以降
明治維新以降当地は神奈川県に属し、行政上は南河原村→御幸村→川崎市と推移していった。後述のように、駅周辺には明治末期から工場が設置されていったが、それ以外は湿田や、田にもできない沼地が広がっており、明治中期以降果樹園が作られたところもあった。川崎市の成立以降、耕地整理により字域から町がいくつか新設され、残った字域も1964年（昭和39年）には消滅した。戦後には、湿田や沼地も埋め立てられ住宅街と化していった。

#### 工業化
京浜工業地帯が発展するに連れて、川崎市も工業化していくこととなるが、そのさきがけとなったのが南河原であった。

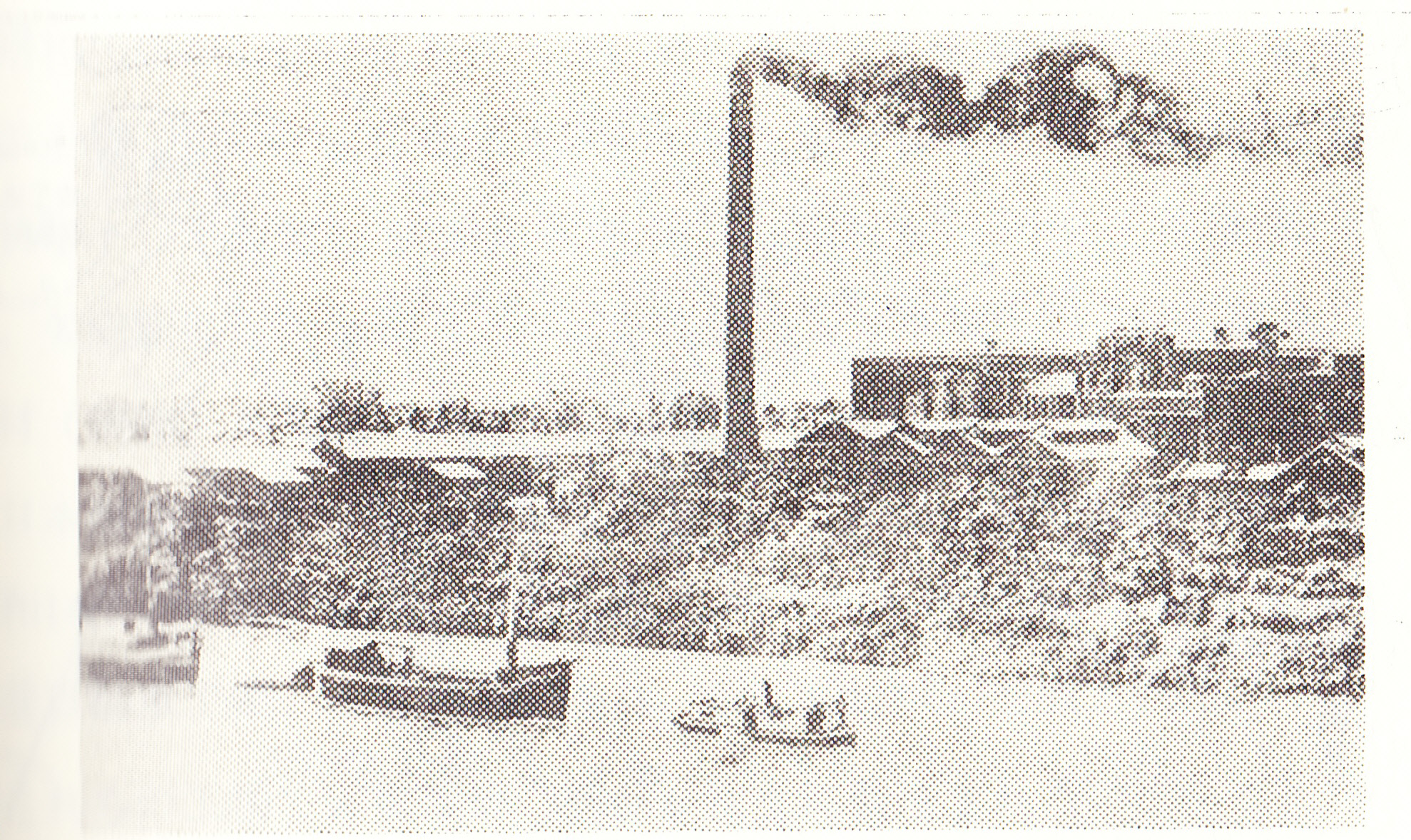
明治製糖の工場（明治末期）

1905年（明治38年）に設立された横浜製糖は、多摩川の水運と川崎駅からの鉄道という交通の便があること、また当時の当地は農村地帯であり、品川方面はすでに坪20円以上の地価であったが、地元の大地主であった石井泰助が誘致のために自己の土地を坪1円で提供したこと、さらには大師電気鉄道が近隣の久根崎に火力発電所を設置しており電力を確保できたなど好条件があり、当地に工場を設置し1908年（明治41年）に操業を開始した。横浜製糖は1911年（明治43年）に明治製糖へ吸収されたが、当地の工場は拡充を続け、1925年（大正14年）には系列の明治製菓も隣接地に進出した。
そして、東京電気（後の東芝）も、ゼネラル・エレクトリックとの提携で工場の新設が必要となり、前述のような好条件や、藤岡市助（取締役）や立川勇次郎（監査役）など、東京電気の経営陣が大師電気鉄道の設立にも関与しており、当地周辺の事情を熟知していたことも手伝い、やはり石井泰助が土地を取りまとめて坪1円 - 1円50銭で提供し、1908年にはソケットや変圧器の工場が操業を開始した。隣の明治製糖もろとも1911年の8月には多摩川の氾濫に襲われるが、加瀬山の土を盛ることで対策とした。洪水の影響で遅れていたものの、1913年（大正2年）には電球工場が竣工し、東京電気の本社も当地へ移転した。

#### 再開発
昭和後期以降には、周辺の宅地化や工場再配置促進法などの事情により工場が転出していき、跡地は再開発が行われるようになっていった。具体的には、明治製糖の工場が1980年（昭和55年）に千葉市へと移転していき、跡地はかわさきテクノピアとなったが、この再開発に関連して川崎市助役へリクルートコスモスの未公開株が譲渡されていたことがスクープされ、そこから一連のリクルート事件が明らかとなっていった。また、隣接する明治製菓の跡地はソリッドスクエアとなり、2000年（平成12年）に閉鎖した東芝堀川町工場の跡地はラゾーナ川崎となった。そして、堀川町工場に隣接した柳町事業所も2003年（平成15年）に敷地がキヤノンに売却され、同社が生産技術の拠点とする川崎事業所を設置している。

### 地名の由来
『新編武蔵風土記稿』では、当地はもともと河原であり、対岸の八幡塚村から移住した人たちが開墾したため、多摩川の南側にある河原として南河原と呼ばれるようになったとするが、『川崎誌考』では、戦国期以前は多摩川が当地の南を通っていたとして、八幡塚の南側にある河原の意味合いだとしている。

### 沿革
- 1611年（慶長16年）- 二ヶ領用水が完成。当地も潤される。
- 1694年（元禄7年）- 川崎宿の定助郷となる。
- 1868年（明治元年）- 明治維新。当地は神奈川県所属となる。
- 1874年（明治7年）- 大区小区制により、当地は第4大区第5小区に属する[12]。
- 1889年（明治22年）- 町村制施行に伴い、御幸村が成立。南河原はその大字となる。
- 1908年（明治41年）- 横浜製糖、東京電気の工場が操業を開始。
- 1921年（大正10年）- 電灯がともる[4]。
- 1922年（大正11年）- 水道が引かれる[4]。
- 1923年（大正12年）- 関東大震災で被害を受ける。
- 1924年（大正13年）
  - 御幸村・川崎町・大師町が合併して川崎市を新設。
  - 耕地整理により堀川町が分立[12]。
- 1927年（昭和2年）- 矢向駅 - 川崎河岸駅間の貨物線が開通[24]。
- 1928年（昭和3年）- 一部が神明町・河原町に編入される[4]。
- 1933年（昭和8年）- 耕地整理により、幸町・中幸町・南幸町・柳町・大宮町が分立[12]。一部が堀川町に編入される[4]。
- 1938年（昭和13年）- 耕地整理により、都町が分立[12]。一部が神明町に編入される[4]。
- 1964年（昭和39年）- 土地区画整理事業により、南河原の残部を含む領域に駅前本町が設置され[25]、南河原は消滅[4]。

## 「南河原」の名を残すもの
行政地名としての南河原は上述のように1964年に消滅しているが、それから半世紀ほどが過ぎた2012年時点でも、「南河原」を名乗る施設が現存している（施設名の後の括弧内は所在地）。
- 川崎市立南河原保育園　(河原町)
- 川崎市立南河原小学校（都町）
- 川崎市役所こども本部南河原小学校わくわくプラザ　(都町)
- 川崎市立南河原中学校（中幸町）
- 川崎市南河原郵便局（南幸町）
- 川崎市立南河原公園・南河原こども文化センター（都町）
- 川崎南河原銀座商店街（中幸町）
- 川崎市消防局幸消防署南河原出張所　(南幸町)
- 川崎市役所健康福祉局南河原老人いこいの家　(南幸町)